# Gabriela Molina Aguilar
Gabriela Molina Aguilar (Morelia, Michoacán, 13 de febrero de 1976) es una filósofa, política y funcionaria pública mexicana. Es licenciada en Derecho y pasante en Filosofía por la Universidad Michoacana de San Nicolás de Hidalgo (UMSNH), y cuenta con un doctorado en Gobierno y Administración Pública por la Universidad Complutense de Madrid, donde presentó una tesis sobre la representación política de las mujeres y las cuotas electorales en México.
A lo largo de su trayectoria, desde 1999, ha ocupado diversos cargos en la administración pública de Michoacán, incluyendo la titularidad de la Secretaría de Cultura y, desde diciembre de 2022, la Secretaría de Educación del estado.

### Primeros años
Gaby Molina creció rodeada de la riqueza artística y cultural que florece en el estado, del legado de las comunidades indígenas y de la vocación estudiantil y rebelde de la juventud michoacana. En diversas ocasiones, ella misma ha expresado el amor y orgullo que siente por su tierra natal, así como por la Universidad Michoacana de San Nicolás de Hidalgo (UMSNH), “Cuna de héroes y crisol de pensadores” donde ella se formó.
Esta confluencia de identidad, tradiciones y apertura al mundo artístico e intelectual marcó el rumbo de su vocación pública, reflejándose más adelante en su empeño por impulsar políticas de equidad, desarrollo social, transparencia y combate a la corrupción, esto último marcó un hito en el sector educativo.
Molina Aguilar se desempeñó como reportera en el periódico La Voz de Michoacán (1999-2000). Posteriormente, asumió la Dirección de Comunicación Social del Ayuntamiento de Uruapan (2000-2001), y en 2002 fue nombrada secretaria técnica del Sistema para el Desarrollo Integral de la Familia (DIF Michoacán), cargo que ocupó hasta 2004.
Entre 2004 y 2008, fue directora general del Instituto Michoacano de la Juventud y, posteriormente, subsecretaria de Política Social y Desarrollo Humano en el gobierno estatal.

### Diputada local (2009-2012)
En enero de 2009 ocupó un escaño como diputada local en la LXXI Legislatura del Congreso de Michoacán, representando al Distrito 9. Durante ese periodo:
- Presidió la Comisión de Grupos Vulnerables y Equidad de Género.
- Formó parte de las comisiones de Puntos Constitucionales, Pueblos Indígenas y de la Comisión Especial para el seguimiento a víctimas de atentados terroristas.
- Representó al Congreso en el órgano implementador del Nuevo Sistema de Justicia Penal.

En el ámbito legislativo, respaldó iniciativas como la Ley de Acceso de las Mujeres a una Vida Libre de Violencia (2009) y la Ley para la Igualdad entre Hombres y Mujeres (2009), entre otras reformas sobre derechos de las mujeres y grupos vulnerables.

### Otros cargos
- Directora general del Sistema Michoacano de Radio y Televisión (2015-2017).
- Secretaria de Fomento Económico del Ayuntamiento de Morelia (periodo no especificado).[9]
- Su búsqueda por la justicia y el bienestar social marcó su camino afín a la izquierda, el cual la llevó a la creación de la agrupación Mujeres Organizadas de la Izquierda (2016) y presidió PAR:ES Mujeres por la Paridad (2018).

## Secretaría de Educación de Michoacán
En diciembre de 2022, fue nombrada secretaria de Educación del estado por el gobernador Alfredo Ramírez Bedolla, en sustitución de Yarabí Ávila.

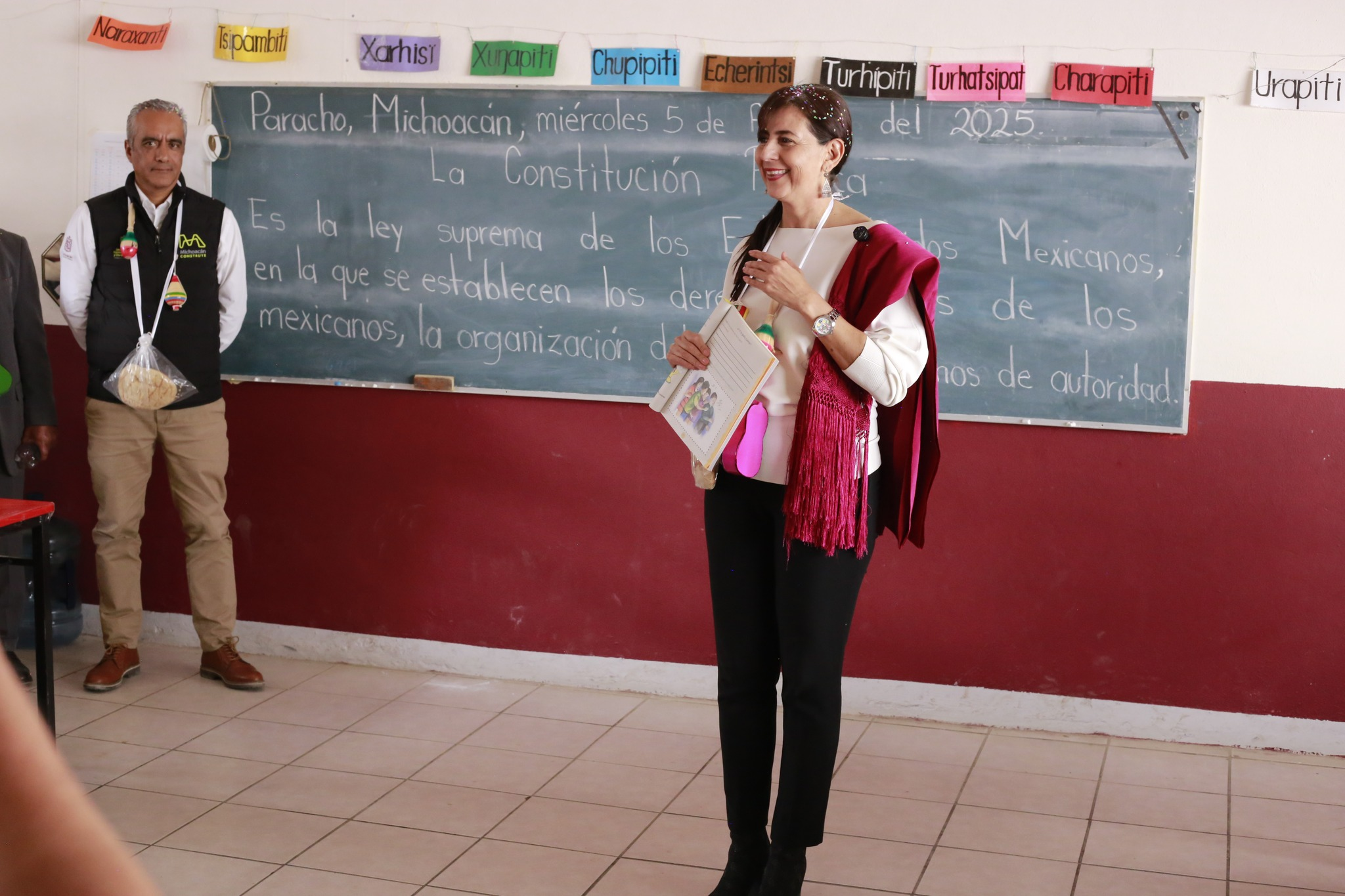
Gaby Molina durante una visita a una escuela en Paracho, durante su administración como Secretaria de Educación del Estado de Michoacán.

Entre las medidas implementadas durante su gestión destacan:
- Digitalización de más de 20 trámites a través de la plataforma SEEDigital, con el fin de reducir la intermediación y agilizar procesos administrativos.[16][17][18][19]

- Colaboración con la Dirección de Tecnologías de la Información para el control y la prevención de prácticas irregulares en la asignación de plazas u horas docentes.[20][21][22][23]

- Mecanismos de tarjetización para el cobro de nómina, con el objetivo de transparentar los pagos y reducir posibles actos de corrupción.[24][25][26][27]

## Activismo en derechos de las mujeres
A lo largo de su carrera, ha colaborado en iniciativas enfocadas en la defensa de los derechos de las mujeres y la igualdad de género. Durante su etapa como diputada local, impulsó reformas legislativas para el combate a la violencia de género y la no discriminación. También ha participado en proyectos y organizaciones que promueven la participación política y social de las mujeres en Michoacán.